# به تماشای آب‌های سپید
| بررسی انتقادی | بررسی انتقادی |
| منبع          | رتبه‌بندی      |
| ------------- | ------------- |
| آل‌میوزیک      | [ ۱ ]         |

به تماشای آب‌های سپید (به انگلیسی: Endless Vision) نام آلبومی موسیقی‌ست اثر حسین علیزاده و جیوان گاسپاریان و با صدای افسانه رثایی با انتشار آن توسط نشر هرمس که در سال ۲۰۰۶ نامزد دریافت جایزه گرمی برای بهترین موسیقی سنتی جهان شد.

## قطعات
- پرنده‌ها (شعر م. آزاد)
- نغمه‌های ارمنی (بداهه نوازی شور)
- ساری گلین
- آواز پرنده‌ها
- ماما (ساختهٔ جیوان گاسپاریان)
- بداهه نوازی شورانگیز
- تصنیف پروانه شو (شعر از مولانا)

## نوازندگان
- حسین علیزاده: شورانگیز
- جیوان گاسپاریان: دودوک
- افسانه رثایی: آواز
- هورشید بیابانی: آواز
- علی صمدپور: آواز و کوزه و دمام
- محمدعلی احدی: آواز
- علی بوستان: شورانگیز
- محمدرضا ابراهیمی: عود
- بهزاد میرزایی: تمبک
- آرمن قازاریان: دودوک
- وازگن مارکاریان: دودوک